# Estavayer-le-Lac
Estavayer-le-Lac je malé středověké město v kantonu Fribourg, v frankofonní části Švýcarska. Je situováno na jižním břehu Neuchatelského jezera. Od 1. ledna 2017 vznikla spojením s obcemi Bussy, Morens, Murist, Rueyres-les-Prés, Vernay a Vuissens nová obec Estavayer. Je sídlem okresu Broye. V prosinci 2016 žilo v Estevayer-le-Lac 6 291 obyvatel.

## Demografie
Podle údajů z roku 2000 mluvilo 81,2% obyvatel francouzsky. 64,3% obyvatel je římskokatolického vyznání, 12% obyvatel se hlásí ke švýcarské reformované církvi.

## Pamětihodnosti
Celé město Estevayer-le-Lac je na Seznamu švýcarského kulturního dědictví. Nejvýznamnějšími památkami jsou kaple de Rivaz, kaple svatého Kříže, hrad Chenaux, kostel sv. Vavřince, dominikánský konvent a městské hradby, ze 13. století, které jsou téměř kompletně dochované.

## Zajímavosti
Ve městě je vedle historického muzea i bizarní Muzeum žab ve kterém je kolekce vycpaných žab, které jsou naaranžované tak, že vykonávají mnohé lidské činnosti.

## Fotogalerie

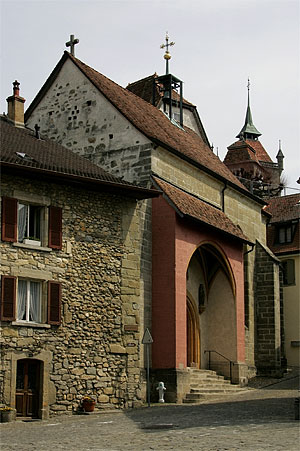
Kaple de Rivaz
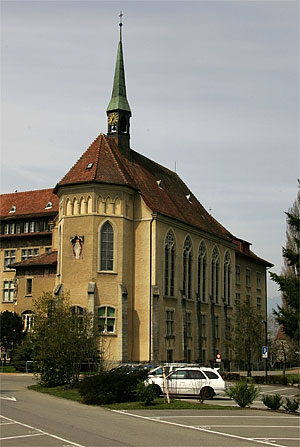
Kaple svatého Kříže
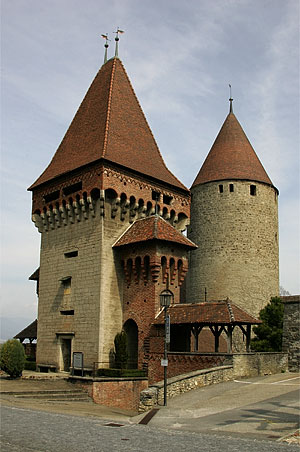
Hrad Chenaux
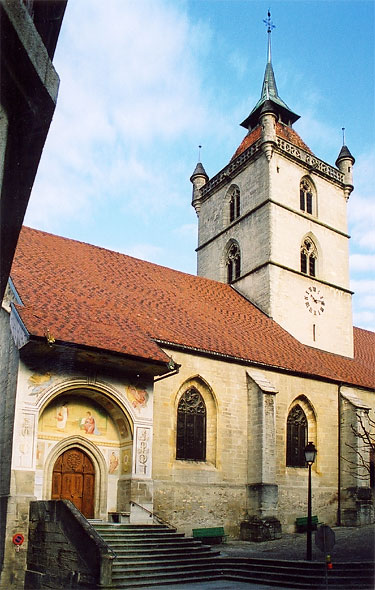
Kostel sv. Vavřince
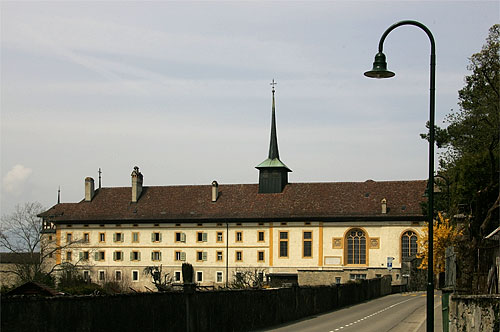
Dominikánský konvent
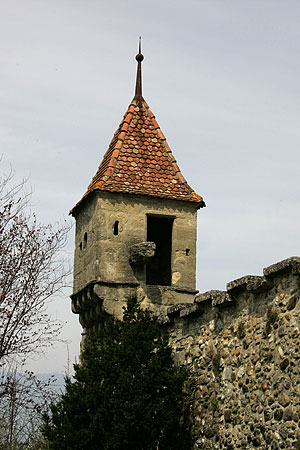
Věž městského opevnění
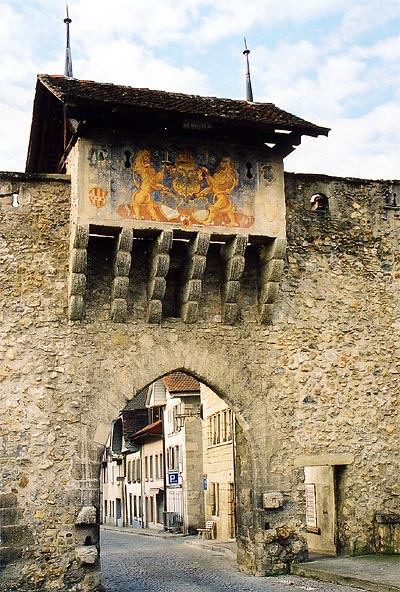
Brána v městském opevnění
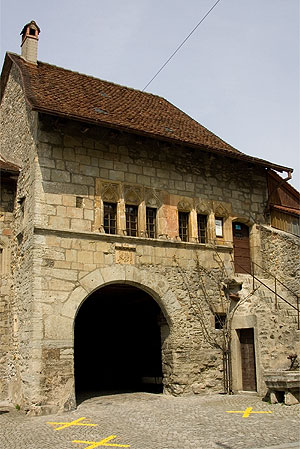
House la Dime
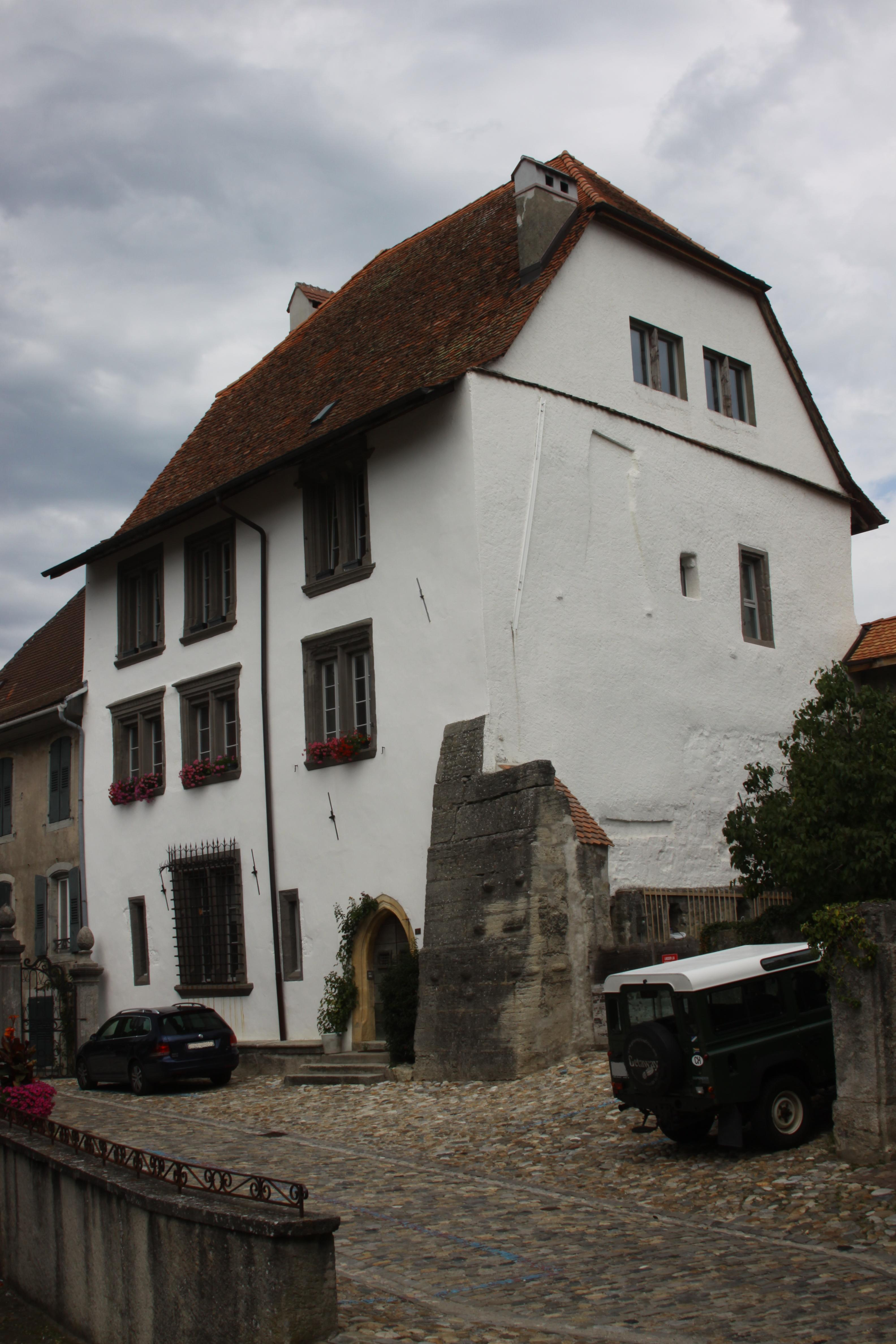
House des Sires d’Estavayer
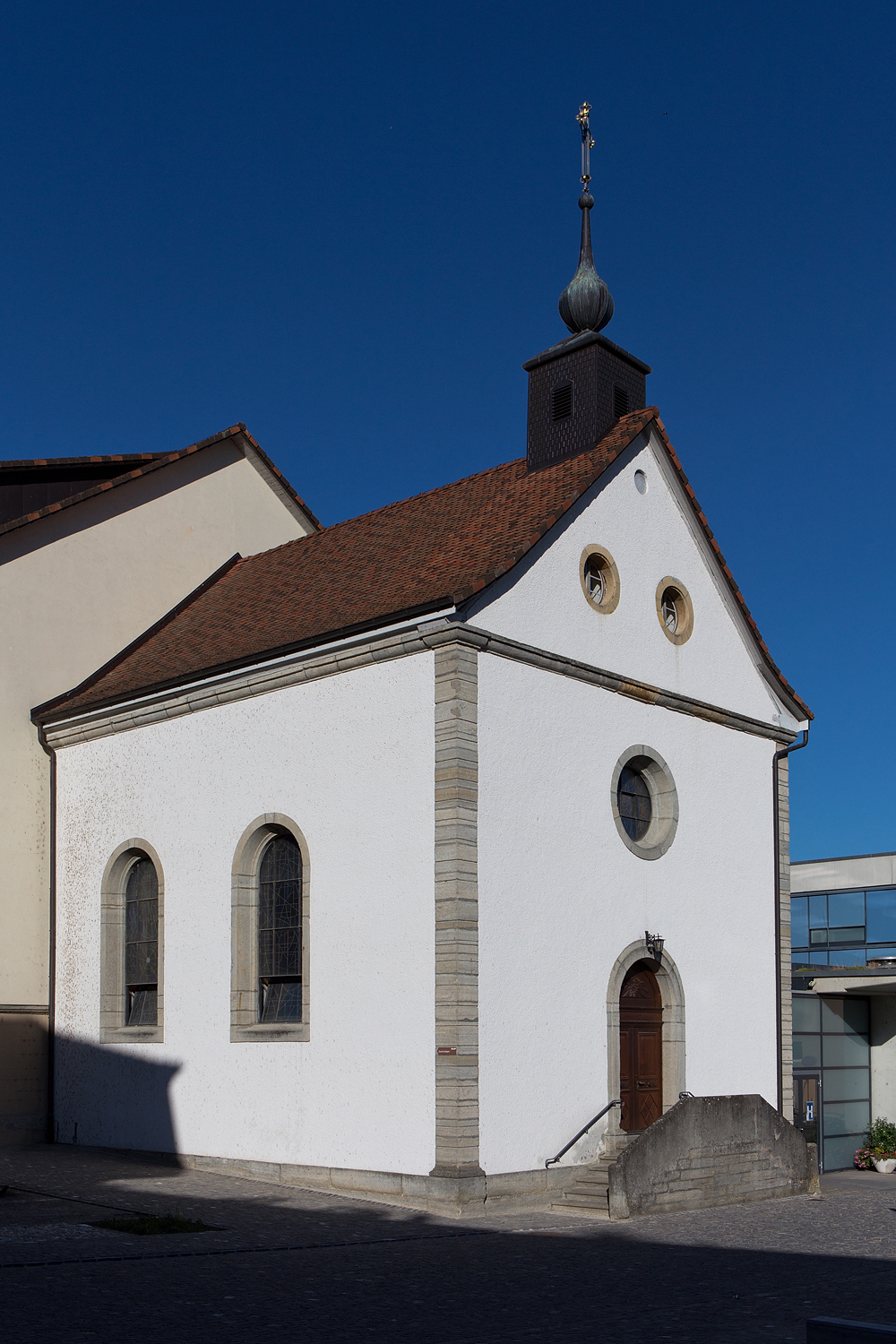
Jezuitská kaple
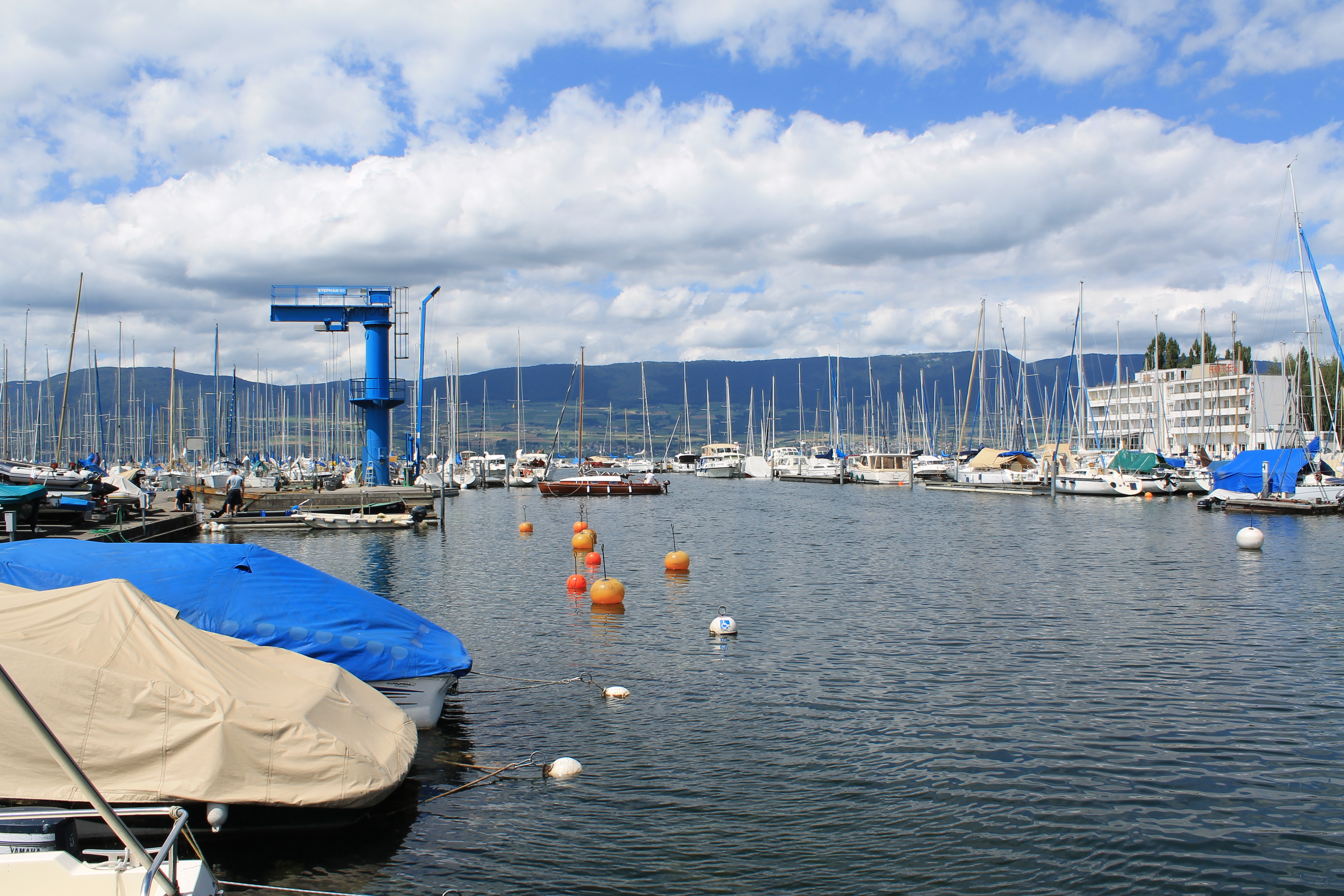
Jezero
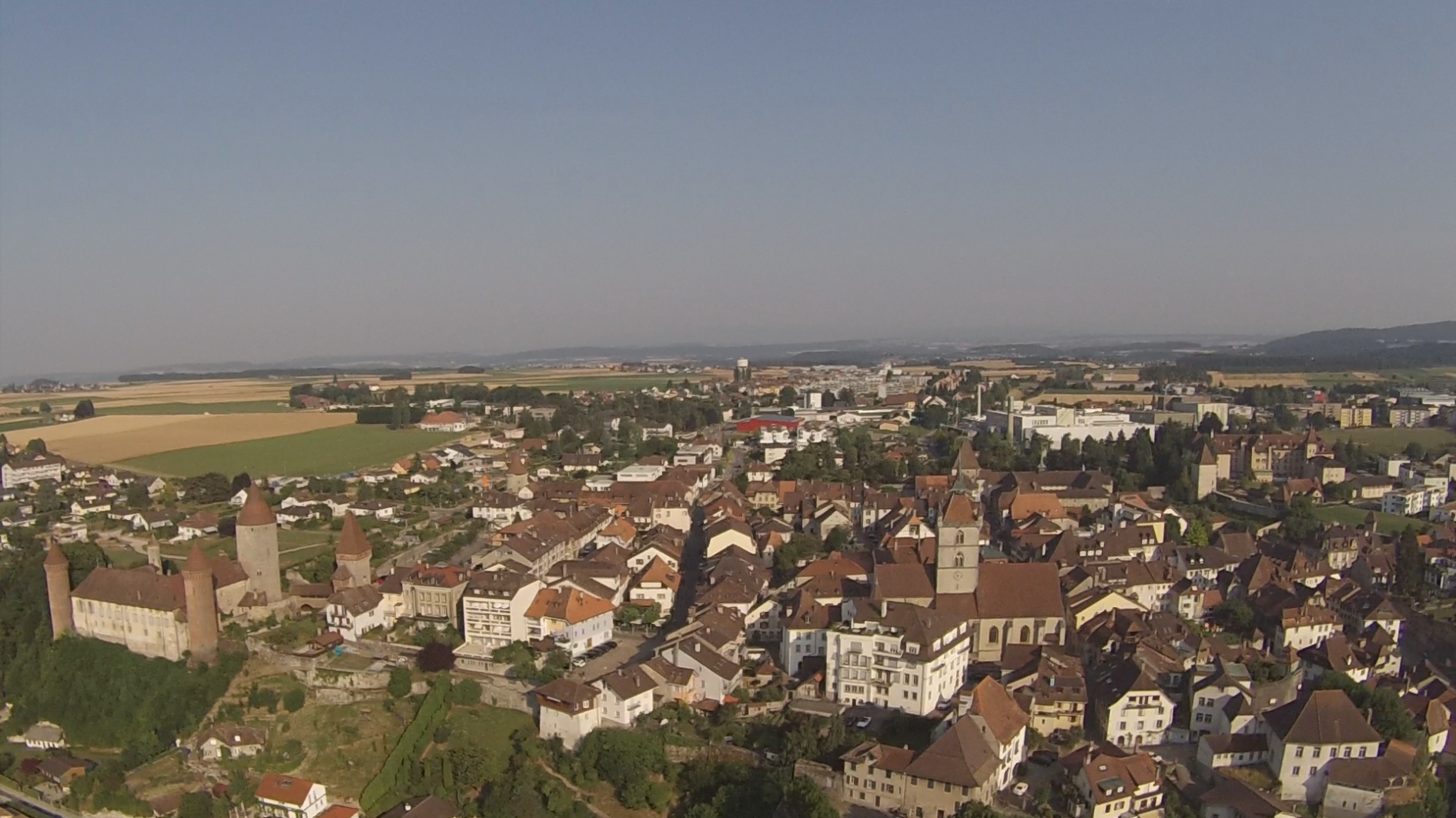
Estevayer-le-Lac
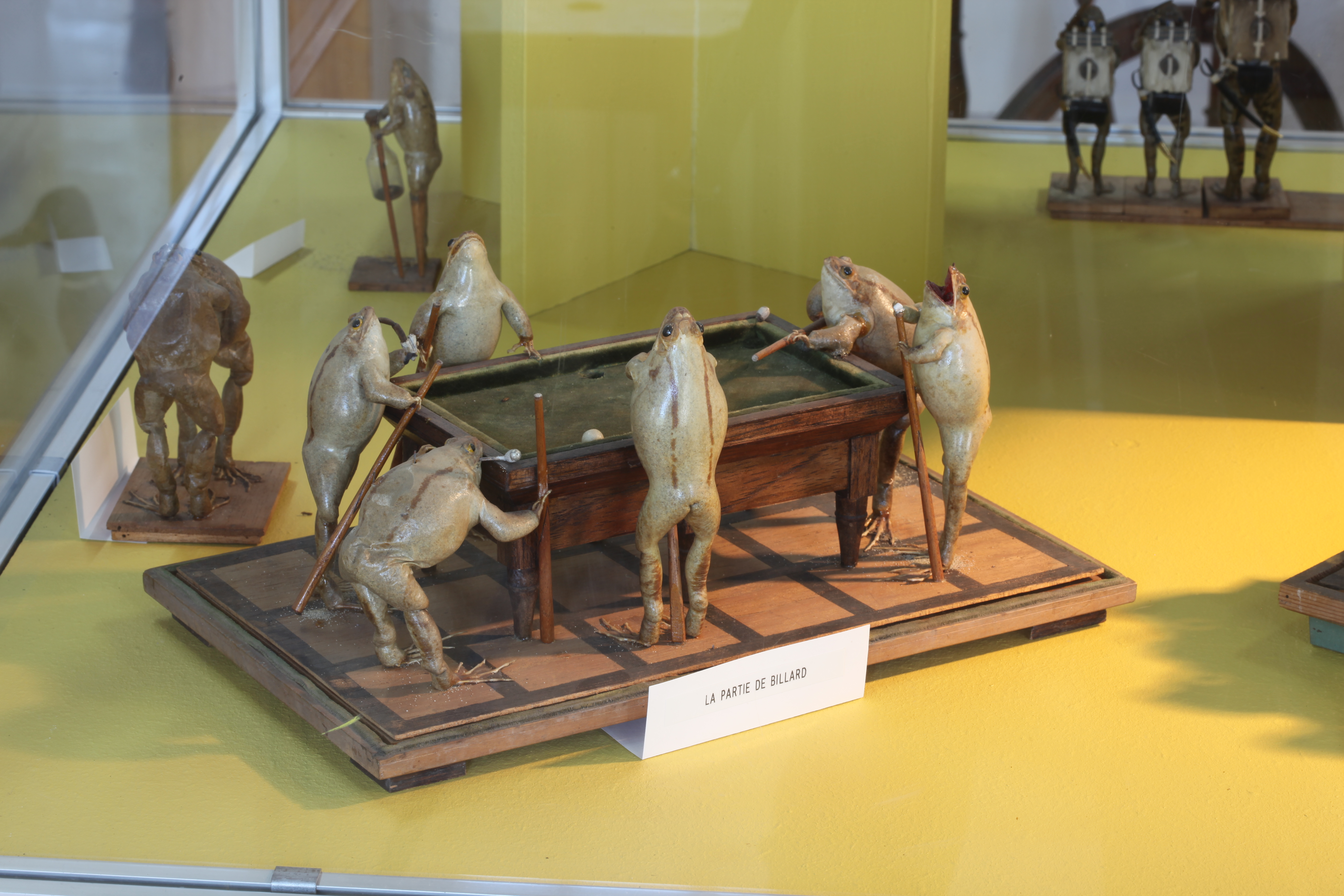
Muzeum žab